# Gebrüder Näf

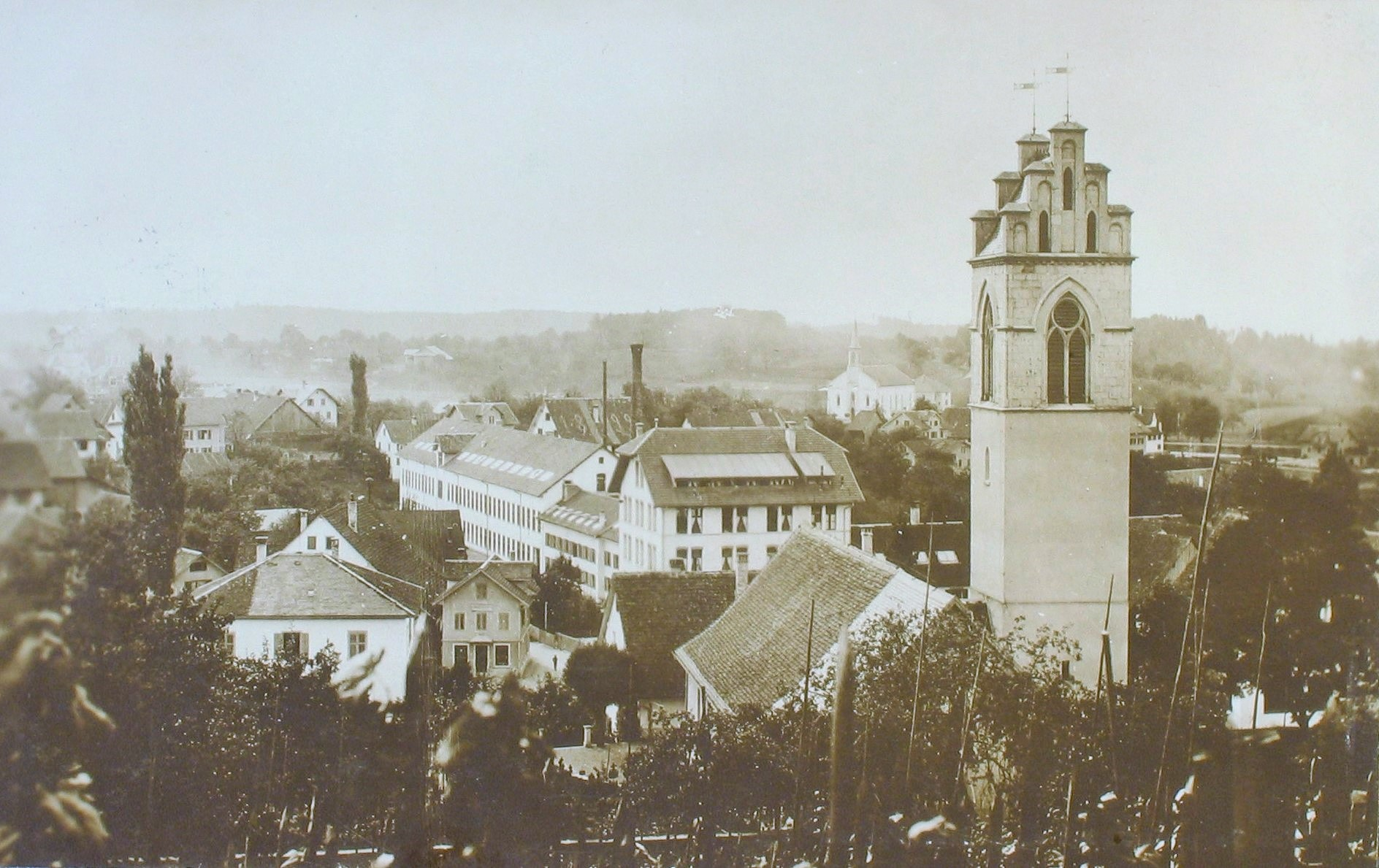
Seidenweberei Gebrüder Näf, Affoltern am Albis, vor 1922

Seidenweberei Gebrüder Näf in Hedingen, Aufnahme 1921

Gebrüder Näf & Co. wurde 1846 als Seidenweberei in Kappel am Albis im Kanton Zürich in der Schweiz gegründet. Der Betrieb wurde 1978 eingestellt.

## Geschichte
Johann Rudolf Näf-Gallmann (1788–1865), Landwirt und Branntweinhändler, gründete 1846 die Firma «Johann Rudolf Näf, Fabrikation von Seiden- und Halbwollenstoffen», in Kappel am Albis. Die «Hauptme-Schüür» im Weiler Näfenhäusern wurde erster Fabrikationsstandort. Seine Söhne Johannes Näf-Enz (1826–1886) und Rudolf Näf-Gallmann (1829–1883) wurden 1851 Teilhaber des Firma «Johann Rudolf Näf & Söhne für Seidenstoffe». Der Sohn Gottlieb Näf (1833–1884) war Mitarbeiter. Die Produktion erfolgte als Heimarbeit in der Region.
1865 übernahmen die Söhne Johannes und Rudolf die Firma und verlegten den Geschäftssitz in ein kleines Fabrikgebäude («Gewerbshaus» mit Spulerei und Zettlerei) nach Affoltern am Albis, das 1864 an die erste Zürcher Zubringerstrecke der Gotthardbahn angeschlossen worden war. Die Heimarbeit mit Ferggereien konnte bis in die Innerschweiz mit den tieferen Löhnen ausgedehnt werden, wo die leichten Zürcher Tafte hergestellt wurden. Der geschäftliche Aufschwung ermöglichte 1872 den Umzug in einen Geschäfts- und Wohnneubau an der Bahnhofstrasse in Zürich.
1883 trennten die Brüder das Geschäft auf:

### «Seidenstoffwebereien vormals Gebrüder Näf AG»
Johannes Näf übernahm den Betrieb in Affoltern und die Heimweberei im Kanton Zug. Seine Söhne Hans Näf-Escher (1857–1901) und August Näf-Escher (1865–1912) führten die Firma unter dem Namen «Gebrüder Näf» weiter (ab 1899 «Seidenstoffwebereien vormals Gebrüder Näf AG») und bauten das Stammhaus in Affoltern aus. In Spitzenzeiten arbeiteten bis 400 Gastarbeiterinnen, mehrheitlich aus Italien, in Affoltern. 

«Seidenweberei Gebrüder Näf AG», Laufenburg, (Winkelgebäude, Aufnahme 1925)

Die Gebrüder Näf errichteten Fabriken in den Vereinigten Staaten (Paterson (New Jersey) 1886–1910), Lion Silk Company (New York City, 1886 gemeinsam mit Bodmer und Hürlimann), in Deutschland (Laufenburg (Baden) 1893, 1933 = 350 Mitarbeiter), Frankreich (Saillans (Drôme) 1889), der Schweiz (Küttigen 1899) und Polen (Warschau 1929).
In Affoltern wurde 1941 das «Gewerbshaus» von 1865 abgebrochen und ein dreigeschossiger Fabrikneubau (Erweiterungsbau, Architekt Hannibal Näf (1902–1979)) erstellt
Nach dem Zweiten Weltkrieg folgte unter Augusts Sohn Hans Rudolf Näf-Meyer (1891–1963) ein kurzer Aufschwung, dem der allmähliche Niedergang des Seidengeschäftes folgte. 1972 wurde in Affoltern ein fensterloser Anbau für die grossen Jacquardwebstühle erstellt. Als letzte Fabrik musste diejenige in Affoltern 1978 wegen der Dollarkrise geschlossen werden. 
1980 stellte die «Seidenweberei Näf AG» das Grossprojekt Zentrumsüberbauung «3 Öpfel» (mit Abbruch der Fabrikanlage) vor, das vom Verein «Danke für Obst» bekämpft wurde. Nach dem Grossbrand von 1993, der die Fabrikhallen zerstörte, wurde die gesamte Fabrikanlage mit den Wohnbauten abgebrochen. Ab 1994 wurde die Zentrumsüberbauung «Oberdorf» realisiert.

### «Seidenwarenfabrik vormals Edwin Näf AG»
Rudolf übernahm nach der Trennung die Seidenweberei in Bad Säckingen (gegründet 1881, 1933 = 500 Mitarbeiter), die Fabrik in Linden (New Jersey), (1882) und die Ferggerei in Buochs. Sohn Edwin (1854–1913) wurde sein Nachfolger, der 1884 auch die Seidenweberei in Hedingen (1883) übernahm. 1896 wurde der Name in «Seidenwarenfabrik vormals Edwin Naef AG» geändert, es wurden 1934 die Seidenwebereien in Bregenz und 1939 in Panissières erworben. Das Unternehmen wurde 1954 aufgelöst. Die Fabrik in Hedingen wurde von der Ernst Schweizer Metallbau gekauft.